# Oytier-Saint-Oblas
Oytier-Saint Oblas é uma comuna francesa na região administrativa de Auvérnia-Ródano-Alpes, no departamento de Isère. Estende-se por uma área de 14,3 km². Em 2010 a comuna tinha 1 684 habitantes (densidade: 117,8 hab./km²).